# Luis Mansilla
Luis Mansilla Almonacid (* 26. Juli 1986 in Puerto Natales) ist ein ehemaliger chilenischer Bahn- und Straßenradrennfahrer.

## Sportliche Laufbahn
Luis Mansilla wurde 2004 Vizeweltmeister im Scratch bei den UCI-Bahn-Weltmeisterschaften der Junioren in Los Angeles. 2006 gewann er auf der Straße eine Etappe der Vuelta Ciclista de Chile. Im Jahr darauf holte er in Valencia im Scratch seinen ersten Titel als panamerikanischer Meister, 2011 gewann er im Omnium, 2014 im Punktefahren. Bei den Bahnrad-Weltmeisterschaften im britischen Manchester belegte er Platz zehn im Scratch. 2011 belegte er bei den Panamerikaspielen im Omnium Rang zwei und entschied auf der Straße drei Etappen der Vuelta Ciclista de Chile für sich.
2012 startete Mansilla bei den Olympischen Spielen in London und belegte im Omnium auf der Bahn Platz 18. Im selben Jahr war er bei Chile-Rundfahrt erneut erfolgreich, indem er zwei Etappen, das Mannschaftszeitfahren sowie die Kombinationswertung gewann.

## Erfolge

### Straße
2006
- zwei Etappen Vuelta Ciclista de Chile

2009
- eine Etappe Volta de Campos

2011
- drei Etappen Vuelta Ciclista de Chile

2012
- Kombinationswertung, zwei Etappen und Mannschaftszeitfahren Vuelta Chile

### Bahn
2004
- Weltmeisterschaft – Scratch (Junioren)

2007
- Panamerikameister – Scratch

2011
- Panamerikameister – Omnium
- Panamerikaspiele – Omnium

2014
- Panamerikameister – Punktefahren